# أولاد بوزيد بن الغندور (لحشاشدة الجنوبية)
أولاد بوزيد بن الغندور هو دُوَّار يقع بجماعة أولاد حسون، عمالة مراكش، جهة مراكش آسفي في المملكة المغربية. ينتمي الدوّار لمشيخة لحشاشدة الجنوبية التي تضم 10 دواوير. يقدر عدد سكانه بـ 335 نسمة حسب الإحصاء الرسمي للسكان والسكنى لسنة 2004.

## روابط خارجية
- البوابة الوطنية للجماعات الترابية
- المندوبية السامية للتخطيط